# アーサー・H・コープランド
アーサー・H・コープランド（Arthur H. Copeland 、1898年6月22日 - 1970年7月6日）はアメリカの数学者。ハーヴァード大学卒。ライス大学、ミシガン大学で教鞭を執った。正規数の研究で知られる。ポール・エルデシュとの共著もある。
素数を小さいほうから順に並べた小数「0.23571113171923…」は、彼らにちなんでコープランド–エルデシュ定数と呼ばれている。
指導者としてたくさんの教え子を持つ。
| スタブアイコン | サブスタブ | この項目は、まだ閲覧者の調べものの参照としては役立たない、人物に関連した書きかけの項目です。この項目を加筆・訂正などしてくださる協力者を求めています（P:人物伝/PJ:人物伝）。 |